# Corda Fratres

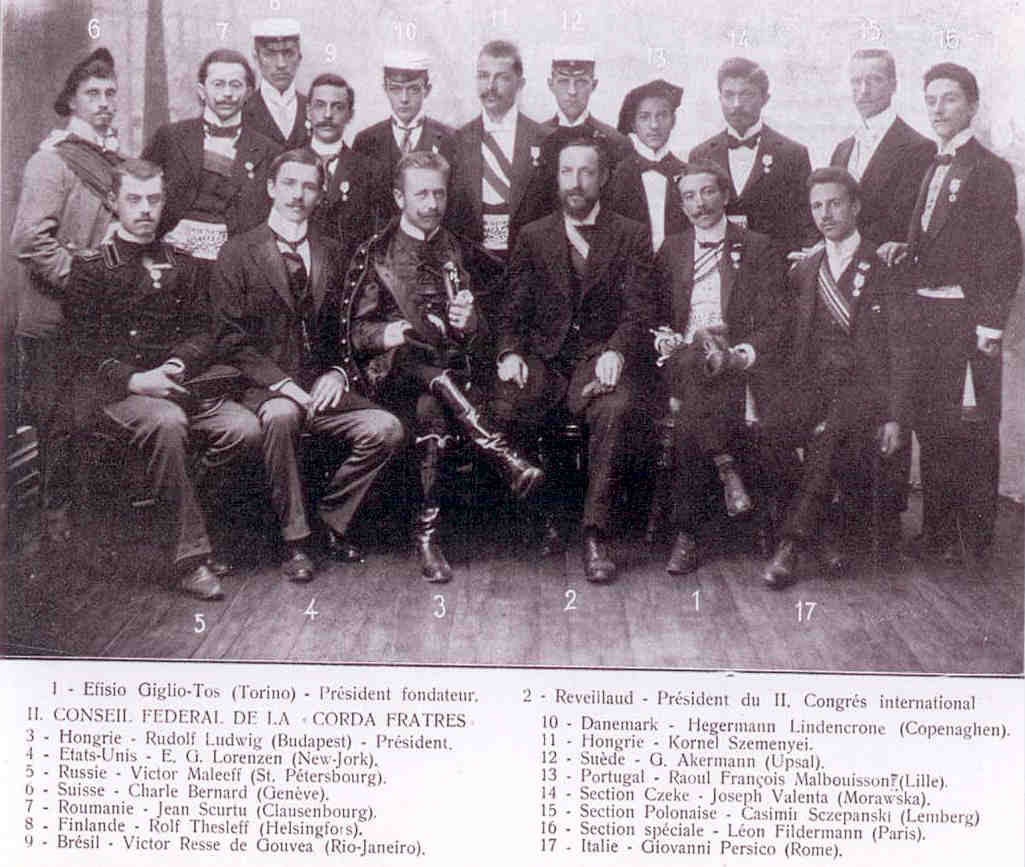
El Consejo federal reunido en París en 1900

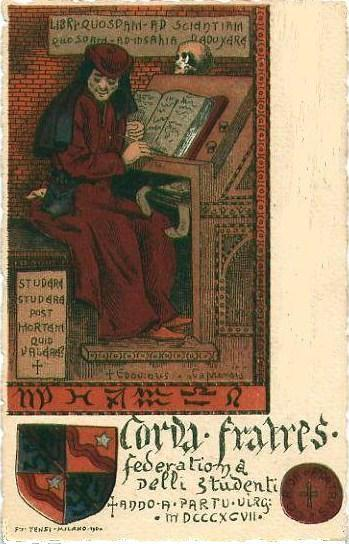
La primera postal de la asociación, en 1897

La Federación Internacional de Estudiantes (en francés: Fédération internationale des étudiants), más conocida como Corda Fratres, fue una organización estudiantil internacional nacida en Turín en 1898. Fue fundada por Efisio Giglio-Tos, anterior presidente de la Asociación Universitaria Turinesa. Entre los socios y los presidentes que se sucedieron encontramos nombres ilustres como Angelo Fortunato Formiggini, Giovanni Pascoli, Guillermo Marconi o Gabriele D'Annunzio.
Su historia naufragó durante el período fascista, cuando sufrió la hostilidad del activismo de los GUF, los Grupos Universitarios Fascistas, que sobre este terreno se encontraron en consonancia de fines, aunque no de medios, con la FUCI, la Federación universitaria de los católicos italianos.

## Ideales asociativos
Los ideales de la federación se basaban en las ideas universales de paz, hermandad y solidaridad entre los pueblos, especialmente entre los estudiantes de todas las naciones; de los aproximadamente veinte mil estudiantes universitarios italianos de la época, aparentemente un tercio fueron miembros de la federación.
La vocación internacional se hacía evidente en la voluntad de transferir a un nivel supranacional los vínculos asociativos de hermandad entre las naciones que las Universidades medievales encarnaban, reuniendo estudiantes de diferentes procedencias étnico-geográficas.

## Historia

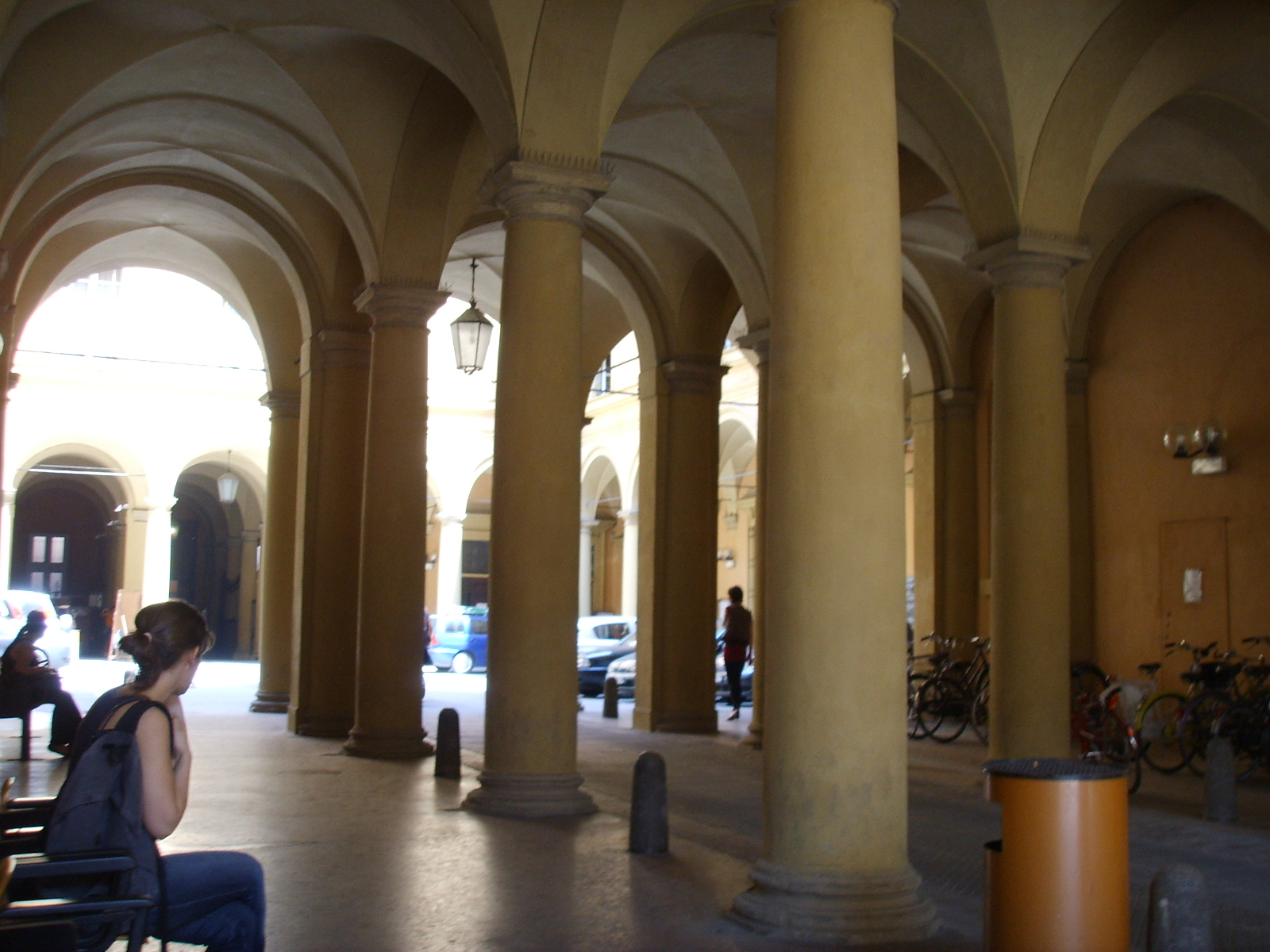
Imagen de la Universidad de Bolonia, origen del movimiento de la Corda Fratres.

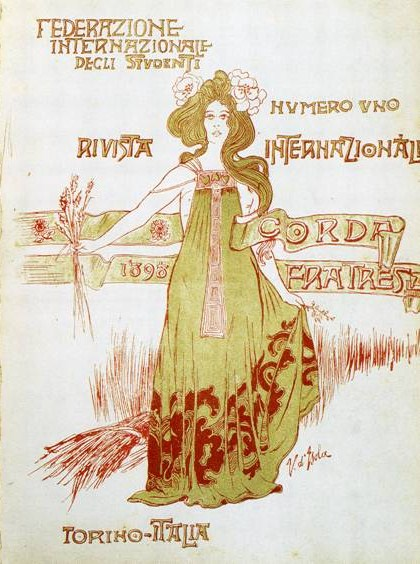
El primer número de la Revista internacional

Dos acontecimientos propiciarán el nacimiento de la Corda Fratres. El primero tuvo lugar en Bolonia, en 1888, en forma de Congreso Nacional e Internacional de los Estudiantes Universitarios, organizado bajo la égida del poeta Giosuè Carducci como una gran fiesta internacional para celebrar el octavo centenario de la fundación de la universidad boloñesa. Con ese motivo, se reúnen en Bolonia numerosas personalidades de la política italiana, bajo los auspicios del rey rey de Italia Humberto I, la reina Margarita, el príncipe heredero Víctor Manuel. El segundo acontecimiento será el interés de la prensa internacional, en especial la francesa, que presta una atención inusitada a la fiesta organizada en París para acoger el regreso de la delegación estudiantil de la universidad parisina.
La institución formal de la Corda Fratres, cuyo nombre oficial era Fédération internationale des étudiants (Federación internacional de estudiantes), tuvo lugar 10 años después en Turín, en 1898, con estatuto de federación internacional estudiantil. El fundador y primer presidente fue Efisio Giglio-Tos, anterior presidente de la Asociación Universitaria Torinesa. La constitución federal fue apoyada por el Rey y por diversos ministros del gobierno del Reino de Italia.
En los primeros instantes se adoptó también el himno oficial, Corda Fratres, un carmen alcaico compuesto en latín por Giovanni Pascoli el 21 de noviembre de 1898.
Empezado en Turín, el proceso de fundación se concluyó en Roma, donde los socios fundadores habían quedado para la proclamación oficial el 24 noviembre. De hecho, la proclamación tuvo lugar al día siguiente, un viernes, a las 17:00 horas. La ceremonia se realizó con gran boato a los pies de la columna de Focas en el Foro Romano, lugar elegido por Efisio Giglio-Tos por su valor simbólico, dada la tradición que lo conectaba a la piedra angular en la Fundación de Roma.
De notable importancia son algunos de los nombres de sus exponentes, entre los cuales se cuentan personalidades como Angelo Fortunato Formiggini, Giovanni Pascoli, Guillermo Marconi o Gabriele D'Annunzio.

### Relación con la masonería
Significativas fueron también las relaciones con el gran Oriente de Italia, que, con la más absoluta reserva, procuró ejercitar una forma de "entrismo" sobre la asociación. Esta relación, definida por Aldo Alessandro Mola como "intersección", no fue algo orgánico: el mismo Aldo Mola advierte de que la masonería no quiso "ahogar" el movimiento. El interés de la masonería italiana derivaba de la consonancia de sus intereses con los valores propugnados por la Corda Fratres, como por ejemplo la Libertad, Igualdad o Fraternidad y la hermandad universal, o la de actuar sobre comunes horizontes culturales: Estado laico, libertad de ciencia, cultura, educación, etc.
Este nexo con la masonería se aflojó drásticamente cuando se dejó que se viera al descubierto, quizás en la ilusión de poder extraer ventaja de esa visibilidad. Sin embargo, las decisiones adoptadas desde el principio por el mismo Efisio Giglio-Tos, habían previsto "blindar" el organigrama de influjos partidarios, al abrigo de infiltraciones y de influjos de fuerzas exteriores: de hecho, un reglamento de la organización daba todo el poder de regulación asociativa al mismo Giglio-Tos.

### Crisis de los ideales universalistas
Dada la carga utópica de los valores universales perseguidos por la Corda Fratres, en los primeros embates de la Federación surgieron enfrentamientos que revelaban en el fondo, la desigual política de Relaciones Internacionales de los países incursos. De manera abrupta, con la llegada de la Primera Guerra Mundial, queda pendiente el "sueño de la hermandad universal".
La historia de la asociación acabó en el Período de entreguerras. La organización, de hecho, fue anulada con el advenimiento del régimen fascista por los Grupos Universitarios Fascistas (GUF), emanación del Partido Nacional Fascista. En efecto, la hostilidad de los grupos fascistas a las actividades de la Corda Fratres vino a unirse en convergencia de intereses con la Federación Universitaria Católica Italiana (FUCI), motivada por la aversión de su naturaleza sectaria y próxima a la Francmasonería, razones suficientes para entender la pugna de la Iglesia católica contra la logia goliardesca.

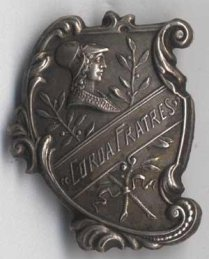
Distintivo de la asociación con prótome de Minerva, almete y cota de malla, entre fronda de olivo.

## Organización
La federación internacional llegó a estar radicada en muchos países del mundo, desde Europa hasta América Central o América Latina: en el periodo 1900-1906 se contaban secciones nacionales en Francia, Reino Unido, Bélgica, Países Bajos, Bulgaria, Hungría, Rumanía, Suiza, Argentina, El Salvador y Venezuela. En cada nación, existían ulteriores articulaciones interiores en "consulados" locales: en Italia, por ejemplo, los consulados más importantes estaban en Turín, Roma, Padua, Génova, Mesina, Catania o Nápoles, ciudad en la que se estableció la sede nacional.

## Himno oficial
La asociación disponía de su propio himno en latín, el carmen alcaico Corda Fratres, compuesto en 1898 en Mesina por Giovanni Pascoli, entonces profesor de latín en la Universidad de Mesina. Fue publicado el 20 de febrero de 1902 en la «Revista Internacional», periódico oficial de la asociación. El himno no tuvo nunca música, a pesar de los intentos de Pietro Mascagni, que fue invitado a componer la parte musical.
Los versos del carmen fueron traducidos al italiano por el mismo Pascoli, en un texto encontrado por Adolfo Gandiglio entre los papeles póstumos del poeta.

## Otros proyectos
- Wikimedia Commons contiene immagini o altri file su Corda Fratres

- Datos: Q2997087
- Multimedia: Corda Fratres / Q2997087